# Краткокљуни морски коњиц
Краткокљуни морски коњиц (Hippocampus hippocampus) је зракоперка из реда Syngnathiformes и породице морских коњица и морских шила (Syngnathidae).

## Распрострањење
Ареал краткокљуног морског коњица обухвата већи број држава на подручју Медитерана и Атлантика. Врста је присутна у Шпанији, Италији, Грчкој, Алжиру, Уједињеном Краљевству, Португалу, Француској, Холандији, Малти, Турској и Хрватској. Присуство је непотврђено у Египту, Сенегалу и Гвинеји.

## Угроженост
Подаци о распрострањености ове врсте су недовољни.